# Élections législatives kosovares de 2021
Les élections législatives kosovares de 2021 (en albanais : Zgjedhjet parlamentare në Kosovë 2021) ont lieu le 14 février 2021 afin d'élire les 120 députés de la 8e législature de l'Assemblée du Kosovo pour un mandat de quatre ans.
Le scrutin est anticipé de plus de trois ans par rapport à la date initialement prévue, à la suite de l'invalidation en décembre 2020 du vote d'investiture du gouvernement du Premier ministre Avdullah Hoti par la Cour constitutionnelle.
Le parti d'opposition Autodétermination, jugé grand favori du scrutin malgré l'interdiction de se porter candidat imposée à son dirigeant Albin Kurti, arrive en tête avec un peu plus de la moitié des suffrages. Kurti forme un gouvernement de coalition avec plusieurs partis représentants les minorités nationales, et reçoit le vote de confiance de l'assemblée le 22 mars.

## Contexte

### Gouvernement Kurti

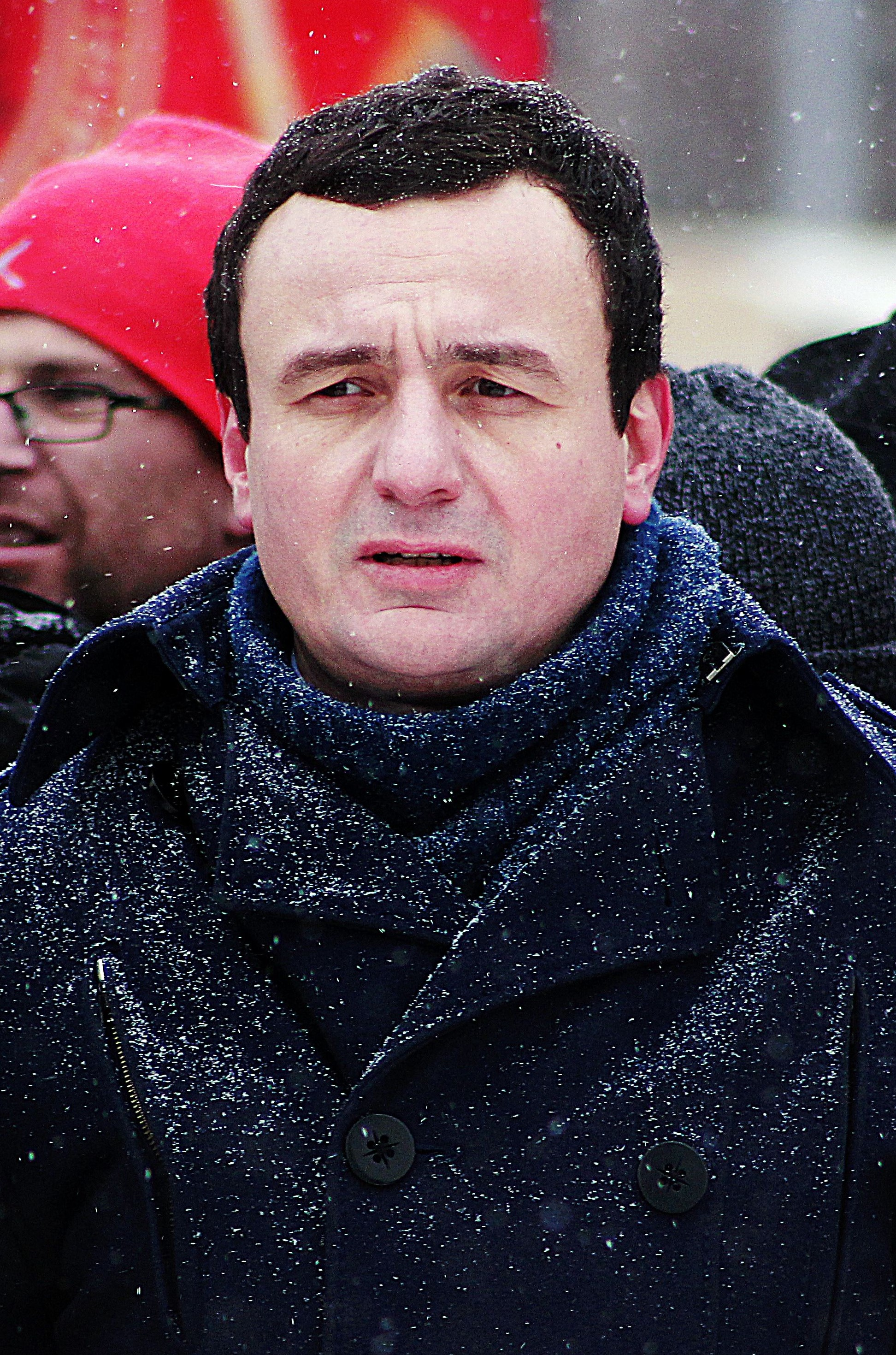
Albin Kurti.

Les législatives d'octobre 2019 voient la défaite de l'Alliance pour l'avenir du Kosovo du Premier ministre sortant Ramush Haradinaj, qui arrive en quatrième position. Le parti Autodétermination, arrivé en première place, et la Ligue démocratique du Kosovo sont considérés comme les grands gagnants du scrutin, jugé historique de par la défaite des partis dirigés par d'ex-commandants de la guerre du Kosovo, qui dominaient le système politique depuis l'indépendance,.
Aucune formation n'ayant obtenu la majorité absolue des sièges, de longues négociations ont lieu, aboutissant à la formation d'un nouveau gouvernement de coalition mené par Autodétermination et la Ligue. Le dirigeant d'Autodétermination, Albin Kurti devient ainsi Premier ministre. Le gouvernement, qui inclut également la Liste serbe et le Nouveau parti démocratique, ainsi que le soutien sans participation des autres partis des minorités, reçoit la confiance du parlement par 66 voix sur 120 le 3 février.

### Gouvernement Hoti

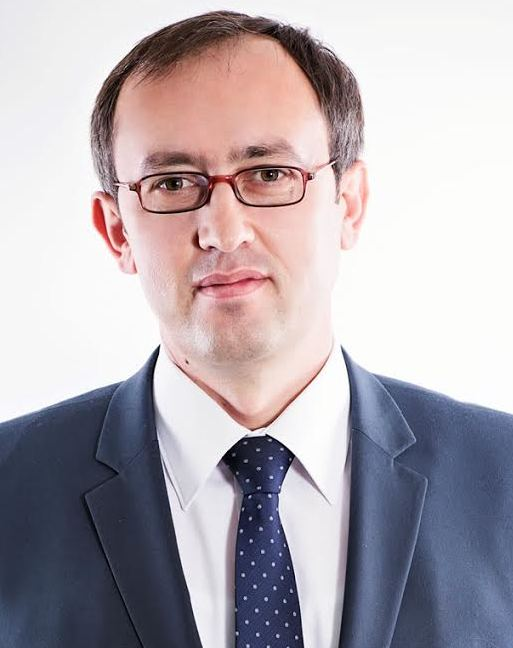
Le nouveau Premier ministre, Avdullah Hoti.

Le gouvernement est renversé moins de deux mois plus tard en pleine pandémie de coronavirus par une motion de censure déposée le 25 mars 2020 par la LDK à l'encontre du gouvernement. L'alliée d'Autodétermination au sein du gouvernement reproche en effet à Albin Kurti le limogeage de l'un de ses ministres pour avoir soutenu la proposition de mise en place de l'état d'urgence du président Thaçi, dont les pouvoirs auraient été augmentés durant cette période. Selon le Premier ministre sortant, qui bénéficiait pourtant d'une cote de popularité de 65 %, ce retournement d'alliance aurait pour réelle cause les pressions exercée par les États-Unis mécontents de sa politique envers le voisin serbe,. Trois membres de la LDK, dont Vjosa Osmani s'opposent à la motion, qui est adoptée par 82 voix sur les 115 députés présents, conduisant à la mise en place d'un gouvernement de gestion des affaires courantes jusqu'à la formation trois mois plus tard d'un nouveau gouvernement de coalition regroupant, la Ligue, l'Alliance pour l'avenir du Kosovo, Initiative sociale-démocrate, la Liste serbe et le Parti démocratique turc du Kosovo. Le 3 juin 2020, Avdullah Hoti devient Premier ministre avec le soutien de 61 députés sur 120 au cours d'une séance boycottée par Autodétermination. Membre de la Ligue, Hoti promet rapidement de renouer le dialogue avec la Serbie afin de parvenir à un accord et une normalisation des relations entre les deux pays.

### Démission du président Hashim Thaçi

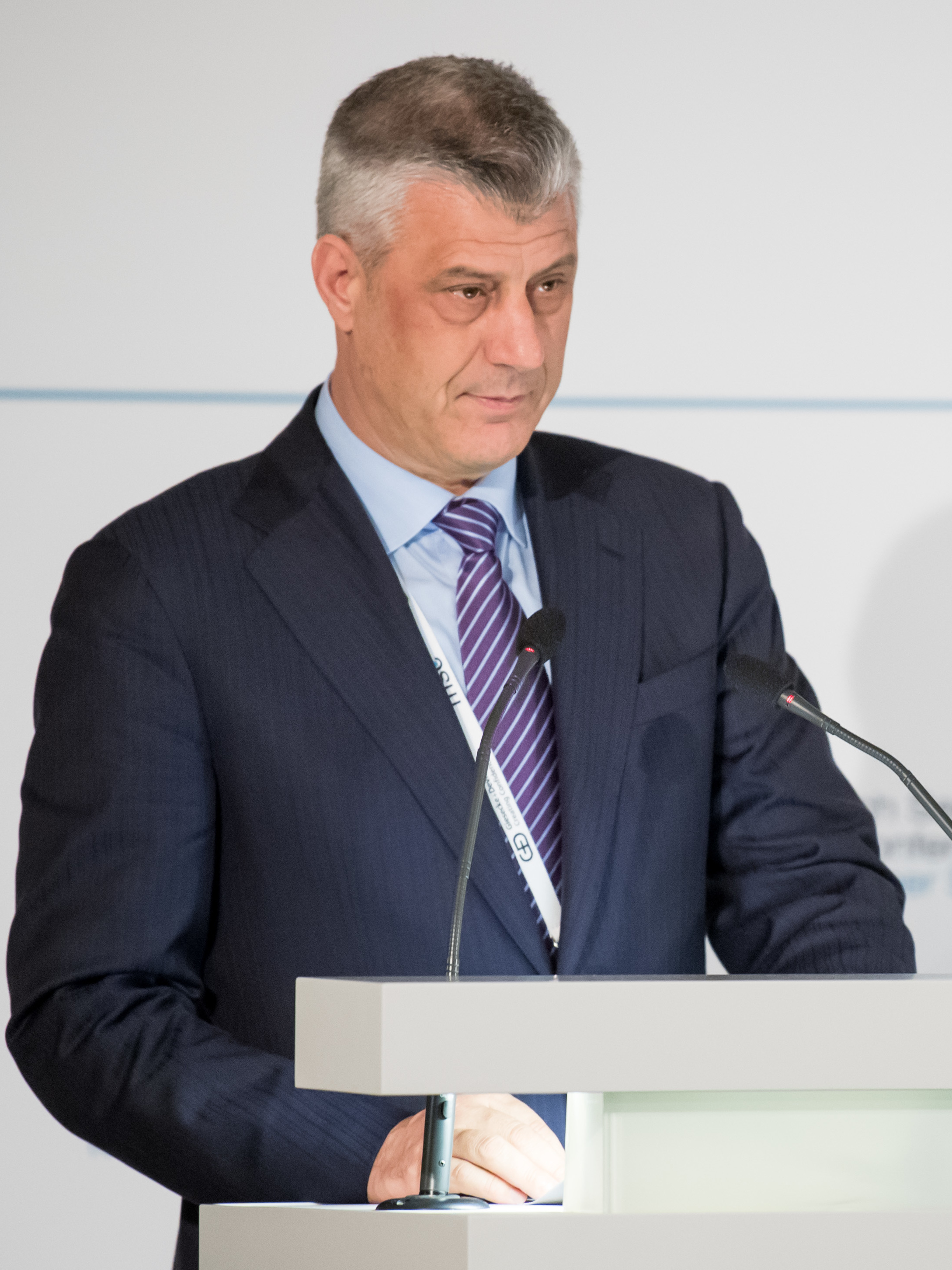
Hashim Thaçi en 2018

Pourvu au scrutin indirect par le parlement, le poste de président de la république fait régulièrement l'objet d'importantes tractations de la part des différents partis lors de la formation des gouvernements, retardant notamment la formation en 2019 du gouvernement Kurti.
Le président Hashim Thaçi annonce le 5 novembre 2020 sa démission à la suite de son inculpation en juin par le tribunal spécial de la Haye sur les crimes de guerre ayant eu lieu au cours de la guerre du Kosovo. Ancien chef politique de l'Armée de libération du Kosovo (UÇK), Thaçi est accusé d'être responsable d'une centaine de meurtres, de disparitions forcées, de persécutions et de tortures. Il déclare vouloir protéger par son retrait l'intégrité de la fonction présidentielle et du Kosovo, et se consacrer à sa défense, clamant son innocence. Il se rend à La Haye, où il est placé en détention,. La présidente du parlement, Vjosa Osmani, assure l'intérim en attendant la tenue d'une présidentielle en mai 2021 au plus tard,.

### Chute du gouvernement Hoti
Albin Kurti se tourne entre-temps vers la Cour constitutionnelle pour demander l'annulation de la formation du gouvernement d'Avdullah Hoti. Il met en avant le fait que le vote d'investiture du nouveau gouvernement a été gagné d'une seule voix, dont celle décisive du député Etem Arifi du Parti démocrate des Ashkalis du Kosovo (PDAK). Or, ce dernier était condamné depuis le 9 mars à une peine de quinze mois de prison ferme pour fraude, auquel il continuait d'échapper grâce à plusieurs recours, plaidant un mauvais état de santé, avant de se rendre finalement à la police fin septembre. Kurti met en avant l'article 70 de la constitution, qui met fin au mandat d'un député en cas de condamnation à plus d'un an de prison, tandis que les partisans du gouvernement arguent que la condamnation d'Arifi a eu lieu sous la législature précédente,. Le 21 décembre, la Cour rend son verdict et juge illégal le vote d'investiture du gouvernement Hoti, ordonnant dans la foulée au président de convoquer de nouvelles élections. Ces dernières doivent être organisées dans un délai de quarante jours à partir de l'annonce par le chef de l'État de leur convocation,. Cette dernière décide le 6 janvier 2021 de les fixer au 14 février suivant.

## Système électoral
L'Assemblée du Kosovo est un parlement unicaméral doté de 120 sièges pourvus pour quatre ans au scrutin proportionnel plurinominal dans une circonscription électorale unique. Les sièges sont répartis selon la méthode d'Hondt à tous les partis ayant franchi le seuil électoral de 5 % des suffrages exprimés. Les électeurs ont également la possibilité d'effectuer jusqu'à cinq votes préférentiels pour des candidats de la liste choisie afin de faire monter leurs places dans celle-ci.
Sur les 120 sièges, 100 sont pour les albanophones tandis que les 20 restants sont réservés aux minorités ethniques, à raison de dix sièges pour les Serbes, 3 pour les Bosniaques, 2 pour les Turcs, et 1 chacun pour les Roms, Ashkalis, Égyptiens des Balkans et Gorans. Un siège supplémentaire est cependant attribué à la minorité ayant recueilli le plus de suffrages parmi celles des Roms, Ashkalis et Égyptiens des Balkans, ce qui amène le plus souvent ces trois minorités à être présentées regroupées dans un ensemble comportant quatre sièges. Tous les partis doivent obligatoirement déclarer la communauté qu'ils représentent lors de leur enregistrement. Les électeurs se rendant aux urnes ont le choix de voter soit pour un parti ordinaire, soit pour un parti représentant une minorité. Après décompte des voix, la répartition de ces sièges se fait à la proportionnelle selon la même méthode que pour les sièges ordinaires, mais en ne prenant en compte pour chaque minorité que les suffrages obtenus par les partis représentant cette minorité. En pratique, dans le cas d'une minorité dotée d'un seul siège à pourvoir, le vote prend la forme d'un scrutin uninominal majoritaire à un tour,.
Depuis 2008, toutes les listes sont en outre soumises à des quotas imposant un minimum de 30 % de candidats de chacun des deux sexes, avec une alternance dans l'ordre des listes au minimum tous les trois noms.

### Principales forces politiques
| Parti | Parti                                                                    | Idéologie                                                                                                   | Chef de file      | Résultat en 2019                           |
| ----- | ------------------------------------------------------------------------ | --- | ----------------- | ------------------------------------------ |
|       | Autodétermination Vetëvendosje!, (VV)                                    | Centre gauche à gauche Nationalisme de gauche, nationalisme albanais, démocratie directe, social-démocratie | Albin Kurti       | En coalition : 26,27 % des voix 29 députés |
|       | Ligue démocratique du Kosovo Lidhja Demokratike e Kosovës, (LDK)         | Centre droit Libéral-conservatisme, libéralisme économique, europhilie                                      | Avdullah Hoti     | En coalition : 24,55 % des voix 28 députés |
|       | Parti démocratique du Kosovo Partia Demokratike e Kosovës, (PDK)         | Centre droit Conservatisme, nationalisme, europhilie                                                        | Kadri Veseli      | En coalition : 21,23 % des voix 24 députés |
|       | Alliance pour l'avenir du Kosovo Aleanca për Ardhmërinë e Kosovës, (AAK) | Centre droit Conservatisme, europhilie, nationalisme                                                        | Ramush Haradinaj  | En coalition : 11,51 % des voix 13 députés |
|       | Liste serbe Српска листа, (SL)                                           | Centre droit National-conservatisme, défense de la minorité serbe, euroscepticisme                          | Goran Rakić       | 6,40 % des voix 10 députés                 |
|       | Initiative sociale-démocrate NISMA Social Demokrate                      | Centre gauche Social-démocratie                                                                             | Fatmir Limaj (en) | En coalition : 5,00 % des voix 6 députés   |
|       | Alliance pour un nouveau Kosovo Aleanca Kosova e Re, (AKR)               | Centre Social-libéralisme                                                                                   | Behgjet Pacolli   | En coalition : 5,00 % des voix 6 députés   |

## Campagne

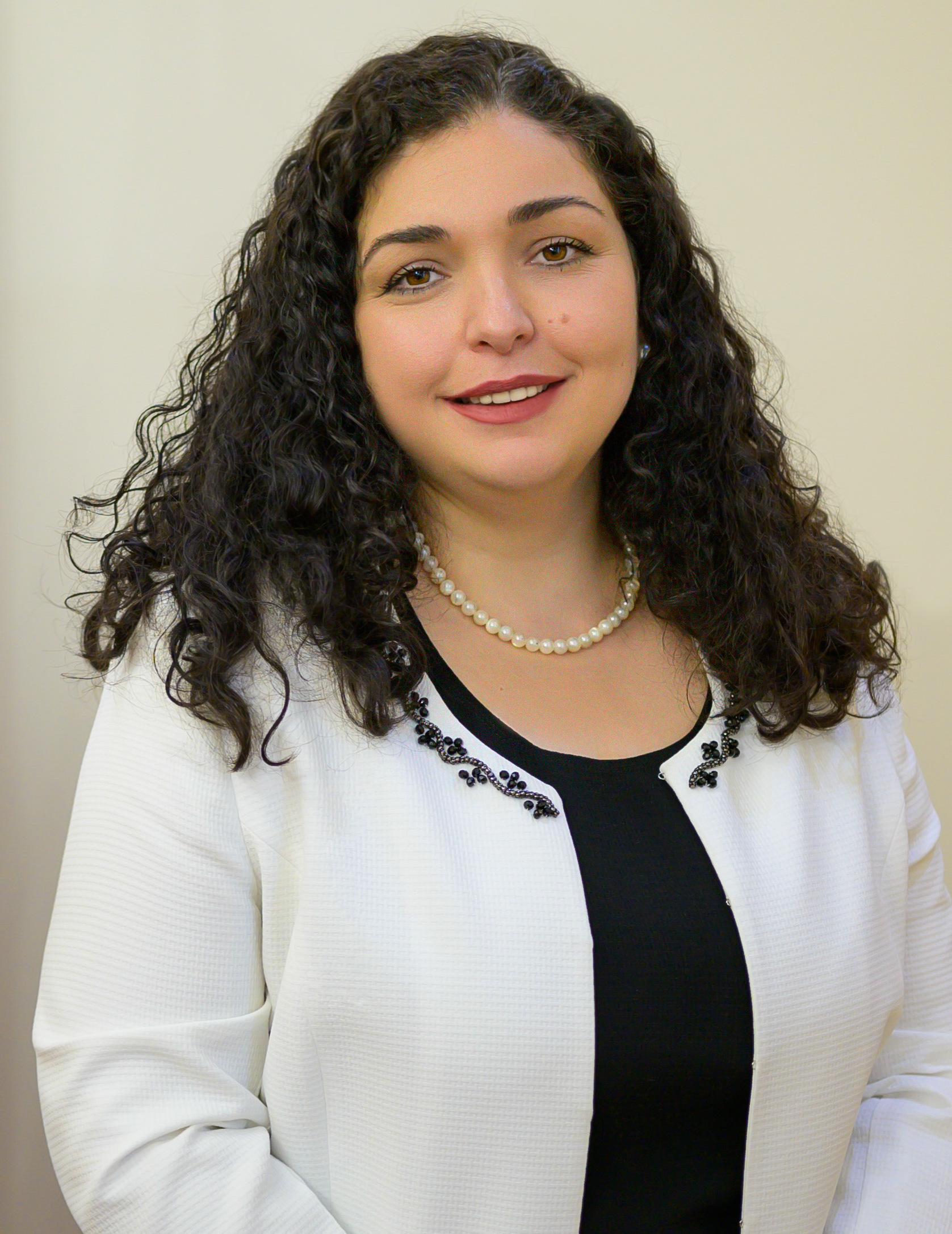
Vjosa Osmani.

La campagne est dominée par le parti Autodétermination de l'ancien Premier ministre Albin Kurti, qui réunit plus de 40 % des intentions de vote, porté par un discours de lutte contre la corruption,,. Il forme une liste commune avec le parti Guxo (Osez !) de la présidente par intérim Vjosa Osmani, ancienne membre de la LDK qui devient leur candidate pour l'élection présidentielle kosovare de 2021. Le scrutin prend ainsi la forme d'une opposition entre ce « ticket » commun de deux dirigeants anti-corruption relativement jeunes et la « vieille garde » des partis dirigés par les anciens commandants de l'Armée de libération. La mobilisation très forte de la diaspora, marquée par l'inscription de plus de 100 000 électeurs malgré des frais à leur charge, est perçue comme due à un désir de changement qui pourrait profiter à Autodétermination et Guxo,.
La liste présentée par Autodétermination n'est cependant pas certifiée en janvier par la Commission électorale, qui en fait de même pour celles de l'Initiative sociale-démocrate (NISMA) et de l'Alliance pour l'avenir du Kosovo (AAK), en raison de la présence d'individus ayant été condamnés dans les trois ans précédant l'élection. Sont notamment concernés cinq membres d'Autodétermination, dont Albin Kurti, qui avaient été condamnés à de la prison avec sursis en janvier 2018 pour avoir lancé du gaz lacrymogène dans le Parlement. Le refus de la Commission est un coup dur pour Kurti, qui ne pourra faire partie de la nouvelle assemblée,.
Cette décision entraine de vives critiques de la part des membres d'Autodétermination envers la Commission, accusée d'être une « marionnette » au service du pouvoir. Le parti dépose un recours auprès de la Cour suprême,. Cette dernière rend son verdict le 29 janvier : la radiation de candidature pesant sur deux des membres d'Autodétermination est levée, la période de trois ans précédant le scrutin ne recouvrant pas celle de leurs condamnations, mais la Cour confirme celles des autres candidats, dont Albin Kurti.

## Sondages
| Sondeur                                              | Date          | Echantillon   | VV   | PDK  | LDK  | AAK  | NISMA | AKR | Guxo! | Autres | Blanc/ Refus |
| ---------------------------------------------------- | ------------- | ------------- | ---- | ---- | ---- | ---- | ----- | --- | ----- | ------ | ------------ |
| Sondeur                                              | Date          | Echantillon   |      |      |      |      |       |     |       | Autres | Blanc/ Refus |
| UBO Consulting                                       | 21.12.2020    | 1070          | 46,2 | 16,0 | 14,9 | 7,0  | 3,5   | 2,4 |       | 4,3    | 5,4          |
| Création du mouvement citoyen "Guxo" de Vjosa Osmani |               |               |      |      |      |      |       |     |       |        |              |
| PIPOS                                                | 05.01.2021    | 1050          | 41.1 | 20.8 | 15.7 | 8.6  | 2.0   | 0.9 | 3.2   | 1.2    | 6.5          |
| PIPOS                                                | 14.01.2021    | 3000          | 41.6 | 20.1 | 16.3 | 7.5  | 1.5   | 0.7 | 3.0   | 1      | 8.3          |
| Le mouvement "Guxo!" intègre la liste VV             |               |               |      |      |      |      |       |     |       |        |              |
| L'AKR intègre la liste LDK                           |               |               |      |      |      |      |       |     |       |        |              |
| Riinvest Data                                        | 17.01.2021    | 1100          | 54.1 | 14.9 | 10.3 | 6.4  | 1.4   |     |       | 9.4    | 3.5          |
| PIPOS                                                | 21.01.2021    | 1050          | 44.2 | 20.4 | 17.3 | 7.5  | 3.1   | 0.6 | 7.2   |        |              |
| PIPOS                                                | 29.01.2021    | 3000          | 43.8 | 21.1 | 17.2 | 7.0  | 2.9   | 1.0 | 7.2   |        |              |
| KOZMO                                                | 31.01.2021    | 2500          | 53.6 | 17.4 | 16.0 | 7.2  | 3.6   | 3.2 | -     |        |              |
| Gani Bobi Institute                                  | 03.02.2021    | 1035          | 51.3 | 13.2 | 15.5 | 5.5  | 1.8   | 1.3 | 9.6   |        |              |
| Moyenne                                              | Moyenne       | Moyenne       | 47.0 | 18.0 | 15.4 | 7.0  | 2.5   |     |       |        |              |
| Résultat 2019                                        | Résultat 2019 | Résultat 2019 | 26.3 | 21.2 | 24.5 | 11.5 | 5.0   |     |       |        |              |

## Résultats
| Diagramme de la répartition des sièges par parti dans le parlement élu. |                                                   |                                                   |           |       |        |               |  |
| Partis ou coalitions                                                    | Partis ou coalitions                              | Partis ou coalitions                              | Voix      | %     | Sièges | +/-           |  |
|                                                                         |                                                   | Autodétermination (VV)                            | 438 335   | 50,28 | 51     | 29            |  |
|                                                                         | Guxo                                              | 7                                                 | 438 335   | 50,28 |        | 29            |  |
| Liste commune VV                                                        | Liste commune VV                                  | 58                                                | 438 335   | 50,28 |        | 29            |  |
|                                                                         | Parti démocratique du Kosovo (PDK)                | Parti démocratique du Kosovo (PDK)                | 148 285   | 17,00 | 19     | 5             |  |
|                                                                         |                                                   | Ligue démocratique du Kosovo (LDK)                | 110 985   | 12,73 | 14     | 15            |  |
|                                                                         | Alliance pour un nouveau Kosovo (AKR)             | 1                                                 | 110 985   | 12,73 |        | 15            |  |
| Liste commune LDK                                                       | Liste commune LDK                                 | 15                                                | 110 985   | 12,73 |        | 15            |  |
|                                                                         | Alliance pour l'avenir du Kosovo (AAK)            | Alliance pour l'avenir du Kosovo (AAK)            | 62 111    | 7,12  | 8      | 4             |  |
|                                                                         | Liste serbe pour le Kosovo (SL)                   | Liste serbe pour le Kosovo (SL)                   | 44 407    | 5,09  | 10     | en stagnation |  |
|                                                                         | Initiative sociale-démocrate (NISMA)              | Initiative sociale-démocrate (NISMA)              | 21 997    | 2,52  | 0      | 4             |  |
|                                                                         | Parti démocratique turc du Kosovo (KDTP)          | Parti démocratique turc du Kosovo (KDTP)          | 6 496     | 0,74  | 2      | en stagnation |  |
|                                                                         |                                                   | Parti démocratique des Bosniaques (DSB)           | 5 366     | 0,61  | 1      | 1             |  |
|                                                                         | Parti démocratique Vatan (DSV)                    |                                                   | 5 366     | 0,61  | 1      | 1             |  |
| Coalition Vakat (KV)                                                    |                                                   |                                                   | 5 366     | 0,61  | 1      | 1             |  |
|                                                                         | Nouvelle initiative démocratique du Kosovo (IRDK) | Nouvelle initiative démocratique du Kosovo (IRDK) | 3 305     | 0,38  | 1      | en stagnation |  |
|                                                                         | Initiative rom (RI)                               | Initiative rom (RI)                               | 3 172     | 0,36  | 1      | Nv            |  |
|                                                                         | Nouveau parti démocratique (NDS)                  | Nouveau parti démocratique (NDS)                  | 2 885     | 0,33  | 1      | en stagnation |  |
|                                                                         | Union sociale démocratique (SDU)                  | Union sociale démocratique (SDU)                  | 2 549     | 0,29  | 1      | Nv            |  |
|                                                                         | Parti libéral égyptien (PLE)                      | Parti libéral égyptien (PLE)                      | 2 430     | 0,28  | 0      | 1             |  |
|                                                                         | Communauté unie - Adrijana Hodzic (UZ-AH)         | Communauté unie - Adrijana Hodzic (UZ-AH)         | 2 217     | 0,25  | 0      | Nv            |  |
|                                                                         | Parti unifié des Gorans (JGP)                     | Parti unifié des Gorans (JGP)                     | 2 161     | 0,25  | 1      | en stagnation |  |
|                                                                         | Parti Ashkali pour l’intégration (PAI)            | Parti Ashkali pour l’intégration (PAI)            | 2 138     | 0,24  | 1      | en stagnation |  |
|                                                                         | Parti démocrate des Ashkalis du Kosovo (PDAK)     | Parti démocrate des Ashkalis du Kosovo (PDAK)     | 1 960     | 0,22  | 0      | en stagnation |  |
|                                                                         | Pour la liberté, la justice et la survie (GI SPO) | Pour la liberté, la justice et la survie (GI SPO) | 1 508     | 0,17  | 0      | Nv            |  |
|                                                                         | Notre initiative (NAŠA)                           | Notre initiative (NAŠA)                           | 1 375     | 0,16  | 0      | Nv            |  |
|                                                                         | Mouvement pour l'unification (LB)                 | Mouvement pour l'unification (LB)                 | 1 261     | 0,14  | 0      | Nv            |  |
|                                                                         | Parti du mouvement innovant turc (YTHP)           | Parti du mouvement innovant turc (YTHP)           | 1 243     | 0,14  | 0      | Nv            |  |
|                                                                         | Mouvement progressif rom du Kosovo (LPRK)         | Mouvement progressif rom du Kosovo (LPRK)         | 1 208     | 0,14  | 1      | Nv            |  |
|                                                                         | Fjala                                             | Fjala                                             | 1 087     | 0,12  | 0      | en stagnation |  |
|                                                                         | Parti unifié des Roms du Kosovo (PREBK)           | Parti unifié des Roms du Kosovo (PREBK)           | 1 074     | 0,12  | 0      | 1             |  |
|                                                                         |                                                   | Initiative civique des Gorans (GIG)               | 1 010     | 0,11  | 0      | en stagnation |  |
|                                                                         | Mouvement pour les Gorans (PG)                    |                                                   | 1 010     | 0,11  | 0      | en stagnation |  |
| Coalition Ensemble (KZ)                                                 |                                                   |                                                   | 1 010     | 0,11  | 0      | en stagnation |  |
|                                                                         | Nouveau parti des roms kosovars (KNRP)            | Nouveau parti des roms kosovars (KNRP)            | 600       | 0,07  | 0      | en stagnation |  |
|                                                                         | Alliance démocratique serbe (SDS)                 | Alliance démocratique serbe (SDS)                 | 476       | 0,05  | 0      | Nv            |  |
|                                                                         | Parti baliste (PB)                                | Parti baliste (PB)                                | 155       | 0,02  | 0      | Nv            |  |
|                                                                         |                                                   |                                                   |           |       |        |               |  |
| Suffrages exprimés                                                      | Suffrages exprimés                                | Suffrages exprimés                                | 871 796   | 96,38 |        |               |  |
| Votes blancs                                                            | Votes blancs                                      | Votes blancs                                      | 5 470     | 0,60  |        |               |  |
| Votes nuls                                                              | Votes nuls                                        | Votes nuls                                        | 27 286    | 3,02  |        |               |  |
| Total                                                                   | Total                                             | Total                                             | 904 552   | 100   | 120    | en stagnation |  |
| Abstention                                                              | Abstention                                        | Abstention                                        | 947 375   | 51,16 |        |               |  |
| Inscrits/Participation                                                  | Inscrits/Participation                            | Inscrits/Participation                            | 1 851 927 | 48,84 |        |               |  |

## Analyse

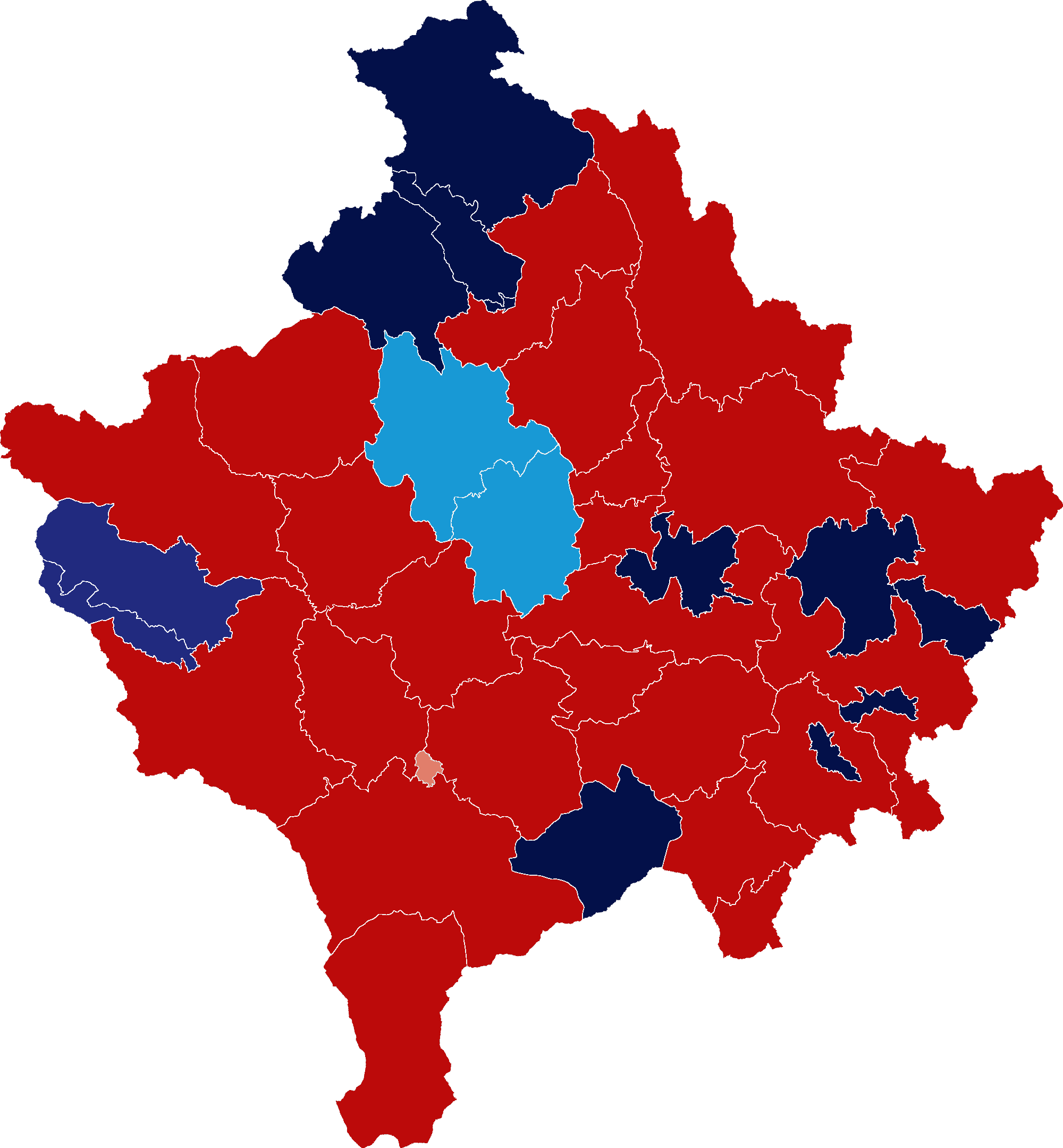
Parti arrivé en tête par municipalité.

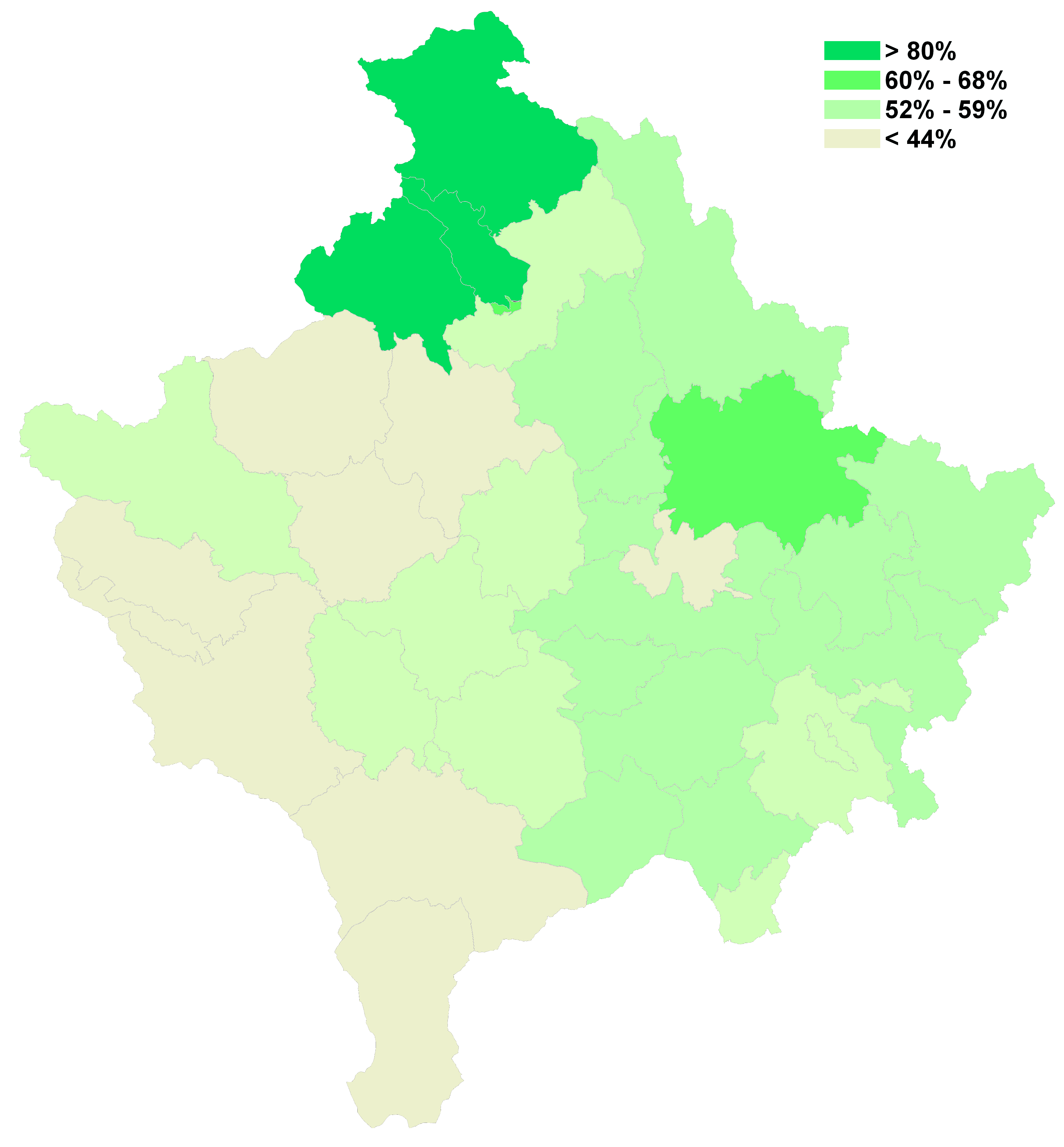
Participation par municipalité

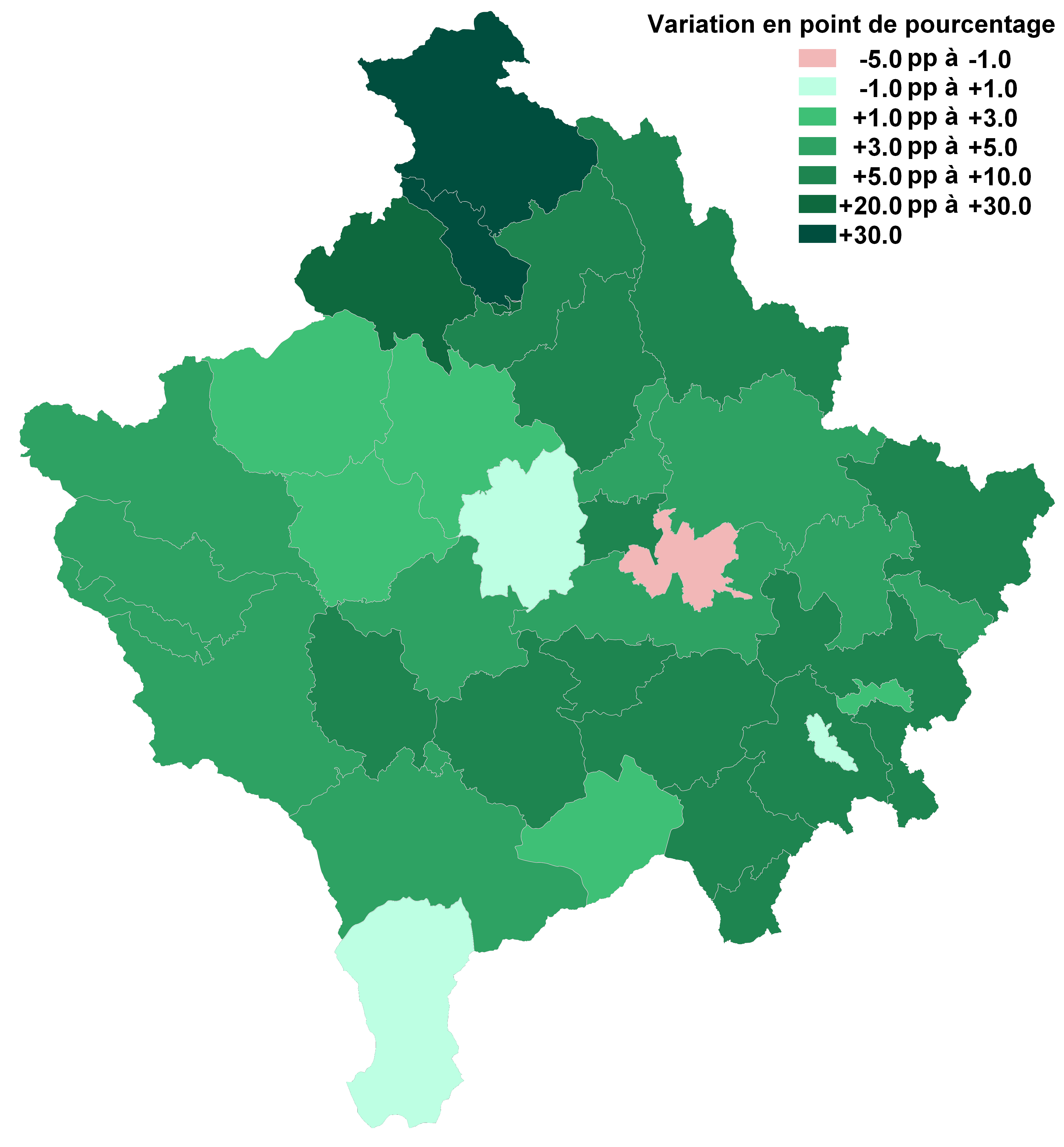
Variation de la participation par municipalité par rapport à 2019

Le scrutin voit la victoire écrasante d'Autodétermination, qui double presque son résultat de 2019 et décroche même la majorité absolue des suffrages, loin devant les autres partis en lice,. Au sein de la liste commune présentée par Autodétermination, sept députés sont élus sous l'étiquette du parti Guxo, dont Vjosa Osmani qui avec 300 788 voix en son nom propre obtient le record de vote préférentiel attribué à un candidat,,.
Devant la nette victoire d'Autodetermination, ses principaux rivaux du PDK, de la LDK et de l'AKK reconnaissent leur défaite dès le lendemain du scrutin. Après avoir loué le travail de la tête de liste de la Ligue démocratique du Kosovo, Avdullah Hoti, pour avoir fait tout son possible au cours de la campagne, son président Isa Mustafa décide de démissionner au vu des résultats du parti
En dehors de ceux issus des minorités, l'ensemble des partis autre qu'Autodétermination essuient un recul en termes de sièges. L'Initiative sociale-démocrate, qui s'était maintenue de justesse au dessus du seuil de 5 % au précédent scrutin voit sa part des voix fondre de moitié, et perd toute représentation à l'assemblée. De son côté, la Liste serbe pour le Kosovo se maintient et continue d'obtenir la totalité des dix sièges réservés à la minorité serbe. Il en va de même pour le Parti démocratique turc du Kosovo, qui obtient à nouveau les deux sièges de la minorité turque.

## Polémiques
Le scrutin voit initialement deux des quatre sièges réservés aux Roms, Ashkalis et Égyptiens des Balkans être remportés par l'Initiative rom (RI), un parti récemment créé dont les résultats provoquent une polémique. Soutenue par la Liste serbe pour le Kosovo, l'Initiative est accusée d'avoir bénéficié d'un vote stratégique organisé par la Liste afin d'augmenter son poids électoral, une large partie de ses voix ayant pour origine les régions à majorité serbe. Le parti Communauté unie - Adrijana Hodzic (UZ-AH), qui remporte l'un des trois sièges bosniaques dans les mêmes conditions, fait l'objet des mêmes critiques,. Cette situation aboutit au dépôt de plus de 200 plaintes auprès du bureau électoral, dont l’enquête révèle plusieurs irrégularités dont une augmentation suspecte de plus de 49 % du nombre de voix en faveur de partis de la minorité bosniaque par rapport au scrutin organisé deux ans auparavant. Le bureau confirme également les doutes quant à la provenance des voix des partis vainqueurs de ces sièges, constatant leur provenance des régions à très forte majorité serbe en lieu et place de celles des minorités concernées. En conséquence, le bureau électoral annule une partie des voix obtenues par les formations politiques incriminées. La décision, qui voit la RI perdre l'un de ses deux sièges et l'UZ-AH le sien, est confirmée par la Cour Suprême le 12 mars,.
Au sein de l'AAK, c'est une accusation de fraude interne qui est lancée à l'encontre de la ministre des Affaires étrangères Meliza Haradinaj-Stublla qui démissionne de son poste quelques jours après avoir nié toute implication. Elle est en effet classée 19e au sein de la liste de l'AAK avant le comptage des voix de la diaspora. Après celui-ci, elle passe en 8e position, lui permettant d'obtenir le dernier siège auquel le parti a droit. Un enregistrement dans lequel son mari propose à deux scrutateurs de transférer des voix des colistiers de la ministre auprès de cette dernière est publié par le site Insajderi,. Le couple nie toute implication et annonce qu'il portera plainte.
L'AKR dénonce également une fraude des votes internes qui aurait selon le parti conduit à ce que le parti soit moins bien représenté au sein de la coalition avec la LDK,.
Le dirigeant du mouvement Fjala (Parole) dénonce également des fraudes et des erreurs de transmission de données auprès de la commission électorale,.
La Liste Serbe pour le Kosovo est également accusée de triche suite une augmentation de la participation spectaculaire dans plusieurs communes à majorité serbe (+ 38,6 points à Leposaviq, + 30,13 points à Zveçan, + 26,59 points à Zubin Potok et + 22,32 points à Mitrovica (nord)), contre une augmentation moyenne nationale de + 4,30 points.

## Suites

### Formation du gouvernement
Arrivé en tête, Autodétermination dispose du choix du Premier ministre au cours des deux premières tentatives de coalition. La formation du nouveau gouvernement a lieu dans le contexte de l'élection présidentielle à venir. Organisée au plus tard en mai 2021, cette dernière pourrait conduire à la convocation de nouvelles élections législatives si le parlement échoue à élire un président à la majorité absolue au troisième tour de scrutin. L'avance d'Autodétermination est telle qu'elle devrait lui permettre de gouverner sans avoir à former de coalition avec ses adversaires, en s'appuyant sur le seul soutien des partis des minorités,,. Déclarant « refuser tout compromis avec l'ancien régime », Kurti annonce son intention de former une coalition avec des députés issus des minorités non serbes.
Albin Kurti s'entretient le 18 mars avec les dirigeants des partis des minorités non serbes élus au parlement, en présence de la présidente Vjosa Osmani. À l'issue de ces entretiens, Emilija Redzepi, Elbert Krasniqi et Duda Balje, représentant respectivement le Nouveau parti démocratique, la Nouvelle initiative démocratique du Kosovo et l'Union sociale démocratique, annoncent leur intention de soutenir un gouvernement mené par Kurti, ainsi que de voter pour Osmani lors de la présidentielle à venir. Les trois sièges de ces soutiens assurent à Autodétermination une majorité absolue à l'assemblée. Fikrim Damka et Rasim Demiri, dirigeants du Parti démocratique turc du Kosovo et de la Coalition Vakat ne se prononcent pas, mais se déclarent ouverts à des négociations.

### Gouvernement Kurti II
La séance inaugurale de la nouvelle assemblée se tient le 22 mars. Les députés élisent un nouveau président de l'assemblée, Glauk Konjufca, qui poursuit l'intérim de la présidence à la place de Vjosa Osmani,.
Le même jour, Albin Kurti reçoit le vote de confiance de 67 députés, 30 autres votant contre tandis que le reste ne participe pas à la session. Le vote ouvre la voie à la mise en place du gouvernement Kurti II, composé de trois vice-Premiers ministres et quinze ministres. Il est constitué et soutenu par une coalition entre Autodétermination (VV), Guxo, le Parti démocratique turc du Kosovo (KDTP), la Nouvelle initiative démocratique du Kosovo (IRDK) et le Nouveau Parti démocratique (NDS). La Liste serbe pour le Kosovo (SL) dispose d'un ministre en vertu de la Constitution mais n'appuie pas le gouvernement. Ensemble, ils disposent de 62 députés sur 120, soit 51,7 % des sièges de l'Assemblée.